# (15018) 1998 SM34
A (15018) 1998 SM34 a Naprendszer kisbolygóövében található aszteroida. A LINEAR projekt keretében fedezték fel 1998. szeptember 26-án.